# Baricz Lajos
Baricz Lajos (Borzont, 1958. február 15. –) római katolikus pap, egyházi újságíró, költő, szentszéki tanácsos.

## Élete
Elemi iskoláit Borzonton végezte, majd Gyulafehérváron, a Római Katolikus Kántoriskolában tanult. Érettségi után 9 hónap katonai szolgálatot teljesített Zilahon. A Gyulafehérvári Hittudományi Főiskolán végzett (1984). 1984–1990 között segédlelkész a kolozsvári Szent Mihály plébánián. 1990 óta Marosszentgyörgyön plébános. Több verseskötetet publikált, versei, cikkei megjelentek a Népújság, Vasárnap, Krisztus világossága, Keresztény Szó, Erdélyi Magyarság, Kolping, Erdélyi Toll lapokban. 1998-tól adják ki az évente négyszer megjelenő egyházközségi értesítőt Harangszó címmel. Marosszentgyörgyön visszaszerezte az egyházi ingatlanokat, rendezte egyházközsége tulajdonjogait, aktív templomépítő munkát végzett a Maros völgyében: 1992-ben Jedden, 1997-ben Tófalván, 2009-ben Csejden építtetett kápolnát.
2007-től a Szent György Lovagrend tagja, 2009-től Gyergyóalfalu, 2010-től Marosszentgyörgy díszpolgára. 2015 szeptemberében a csíkszeredai Magyar Főkonzulátuson átvette a Magyar Érdemrend lovagkeresztje kitüntetést. 2016. március 15-én a marosvásárhelyi RMDSZ Könyv és Gyertya díjjal tüntette ki. 2016. április 12-én az Erdélyi Magyar Közművelődési Egyesület díját vette át a hívei irányában tett művelődési és lelki gondozásért.

## Művei
- Ki ébreszti a Napot? Marosvásárhely, 2002.
- Köt a gyökér. Székelyudvarhely, 2002., második kiadás uo. 2004.
- Isten tenyerén. Székelyudvarhely, 2002.
- Megérintett. Marosvásárhely, 2003.
- Kakukk és Habakuk. Székelyudvarhely, 2003.
- Április elseje. Marosvásárhely, 2003.
- Jelek. Marosvásárhely, 2004.
- Reflexiók. Marosvásárhely, 2004.
- Csókagyűlés. Marosvásárhely, 2005.
- Békesség szigete. Marosvásárhely, 2006.
- A marosszentgyörgyi egyházközség története. Marosvásárhely, 2007.
- Tündértánc. Marosvásárhely, 2007.
- A templom egere. Székelyudvarhely, 2009.
- Jó a közeledben. Marosvásárhely, 2009.
- Soborul ciorilor. Csókagyűlés című kötetét románra ford.
- Irina Bara Moldovan és Cornelia Todoran. Marosvásárhely, 2006.

## Műfordításai
- Matin, Andreas – Rothmann, Robert – Lackmann, Karsten: Tessék nevetni! [Bitte Lächeln! Frische Witze aus der Kirchenbank] Marosvásárhely, 2006.
- Bara Moldovan, Irina: A gyermekkor házatáján [Ograda copilăriei]. Marosvásárhely, 2007.